# CR132 (Luxemburg)
De CR132 (Chemin Repris 132) is een verkeersroute in Luxemburg tussen Bettembourg (N13) en Scheidgen (CR118). De route heeft een lengte van ongeveer 48,5 kilometer. Hiermee behoort de route tot een van de langste CR-wegen van Luxemburg. Tevens gaat de route als een van de weinige CR-wegen door vier verschillende kantons.

## Routeverloop
De route begint in het zuiden van het land in de plaats Bettembourg. De route gaat vervolgens globaal naar het noordoosten toe richting Oetrange. Hierbij gaat de route grotendeels door open velden en is de weg, op een enkele heuveltje na, redelijk vlak. Vanaf Oetrange gaat de route meer naar het noorden richting Rameldange en gaat het vooral door bebouwd gebied heen. Hierna gaat de route verder richting het noorden, noordoosten en noorden naar Scheidgen. Hierbij is de route heuvelachtiger en bevat een enkele helling/daling van meer dan 10% zonder dat hierbij scherpere bochten aan te pas komen. De route tussen Rammeldange en Bech gaat wederom door de open velden heen. Na Bech gaat de CR130 ook door stukken bos heen.

## Plaatsen langs de CR132
- Bettembourg
- Peppange
- Crauthem
- Weiler-la-Tour
- Hassel
- Syren
- Moutfort
- Oetrange
- Schrassig
- Schuttrange
- Munsbach
- Niederanven
- Oberanven
- Rameldange
- Ernster
- Gonderange
- Eschweiler
- Grevenmacher
- Bech
- Scheidgen

CR101 ·
CR102 ·
CR103 ·
CR104 ·
CR105 ·
CR106 ·
CR107 ·
CR108 ·
CR109 ·
CR110 ·
CR111 ·
CR112 ·
CR113 ·
CR114 ·
CR115 ·
CR116 ·
CR117 ·
CR118 ·
CR119 ·
CR120 ·
CR121 ·
CR122 ·
CR123 ·
CR124 ·
CR125 ·
CR126 ·
CR127 ·
CR128 ·
CR129 ·
CR130 ·
CR131 ·
CR132 ·
CR133 ·
CR134 ·
CR135 ·
CR136 ·
CR137 ·
CR138 ·
CR139 ·
CR140 ·
CR141 ·
CR142 ·
CR143 ·
CR144 ·
CR145 ·
CR146 ·
CR147 ·
CR148 ·
CR149 ·
CR150 ·
CR151 ·
CR152 ·
CR153 ·
CR154 ·
CR155 ·
CR156 ·
CR157 ·
CR158 ·
CR159 ·
CR160 ·
CR161 ·
CR162 ·
CR163 ·
CR164 ·
CR165 ·
CR166 ·
CR167 ·
CR168 ·
CR169 ·
CR170 ·
CR171 ·
CR172 ·
CR173 ·
CR174 ·
CR175 ·
CR176 ·
CR177 ·
CR178 ·
CR179 ·
CR180 ·
CR181 ·
CR182 ·
CR183 ·
CR184 ·
CR185 ·
CR186 ·
CR187 ·
CR188 ·
CR189 ·
CR190
CR200 ·
CR201 ·
CR202 ·
CR203 ·
CR204 ·
CR205 ·
CR206 ·
CR207 ·
CR208 ·
CR210 ·
CR211 ·
CR212 ·
CR213 ·
CR215 ·
CR216 ·
CR217 ·
CR218 ·
CR219 ·
CR220 ·
CR221 ·
CR222 ·
CR223 ·
CR224 ·
CR225 ·
CR226 ·
CR227 ·
CR228 ·
CR229 ·
CR230 ·
CR231 ·
CR232 ·
CR233 ·
CR234
CR301 ·
CR302 ·
CR303 ·
CR304 ·
CR305 ·
CR306 ·
CR307 ·
CR308 ·
CR309 ·
CR310 ·
CR311 ·
CR312 ·
CR313 ·
CR314 ·
CR315 ·
CR316 ·
CR317 ·
CR318 ·
CR319 ·
CR320 ·
CR321 ·
CR322 ·
CR323 ·
CR324 ·
CR325 ·
CR326 ·
CR327 ·
CR328 ·
CR329 ·
CR330 ·
CR331 ·
CR332 ·
CR333 ·
CR334 ·
CR335 ·
CR336 ·
CR337 ·
CR338 ·
CR339 ·
CR340 ·
CR341 ·
CR342 ·
CR343 ·
CR344 ·
CR345 ·
CR346 ·
CR347 ·
CR348 ·
CR349 ·
CR350 ·
CR351 ·
CR352 ·
CR353 ·
CR354 ·
CR355 ·
CR356 ·
CR357 ·
CR358 ·
CR359 ·
CR360 ·
CR361 ·
CR362 ·
CR364 ·
CR365 ·
CR366 ·
CR367 ·
CR368 ·
CR369 ·
CR370 ·
CR371 ·
CR372 ·
CR373 ·
CR374 ·
CR375 ·
CR376 ·
CR377 ·
CR378 ·
CR379
Routes die cursief vermeld staan, zijn voormalige routes.